# Polo (República Dominicana)

Polo é um distrito municipal da província Barahona, localizada a sudoeste, da República Dominicana, conhecida pelo verde das elevadas montanhas.
A pequena cidade de Polo também é conhecida como El Polo Magnético (O pólo magnético), pois numa área da montanha, próxima do município, se um carro tiver parado em ponto morto, o carro parece rolar para cima do monte. Esta é uma ilusão de ótica provocada pela gravidade, causado pela formação do relevo inclinado do monte.[carece de fontes?]